# 复毛胡椒
复毛胡椒（学名：Piper bonii）为胡椒科胡椒属的植物。分布在越南北部以及中国大陆的云南、广西等地，生长于海拔300米至1,000米的地区，多生长在山坡和山谷林中，目前尚未由人工引种栽培。

## 异名
- Piper bonii C. DC. var. macrophyllum Y. C. Tseng